# Civrieux-d'Azergues
Civrieux-d'Azergues is een gemeente in het Franse departement Rhône (regio Auvergne-Rhône-Alpes). De plaats maakt deel uit van het arrondissement Lyon. Civrieux-d'Azergues telde op 1 januari 2022 1.633 inwoners.

## Geografie
De oppervlakte van Civrieux-d'Azergues bedroeg op 1 januari 2022 5,02 vierkante kilometer; de bevolkingsdichtheid was toen 325,3 inwoners per km².

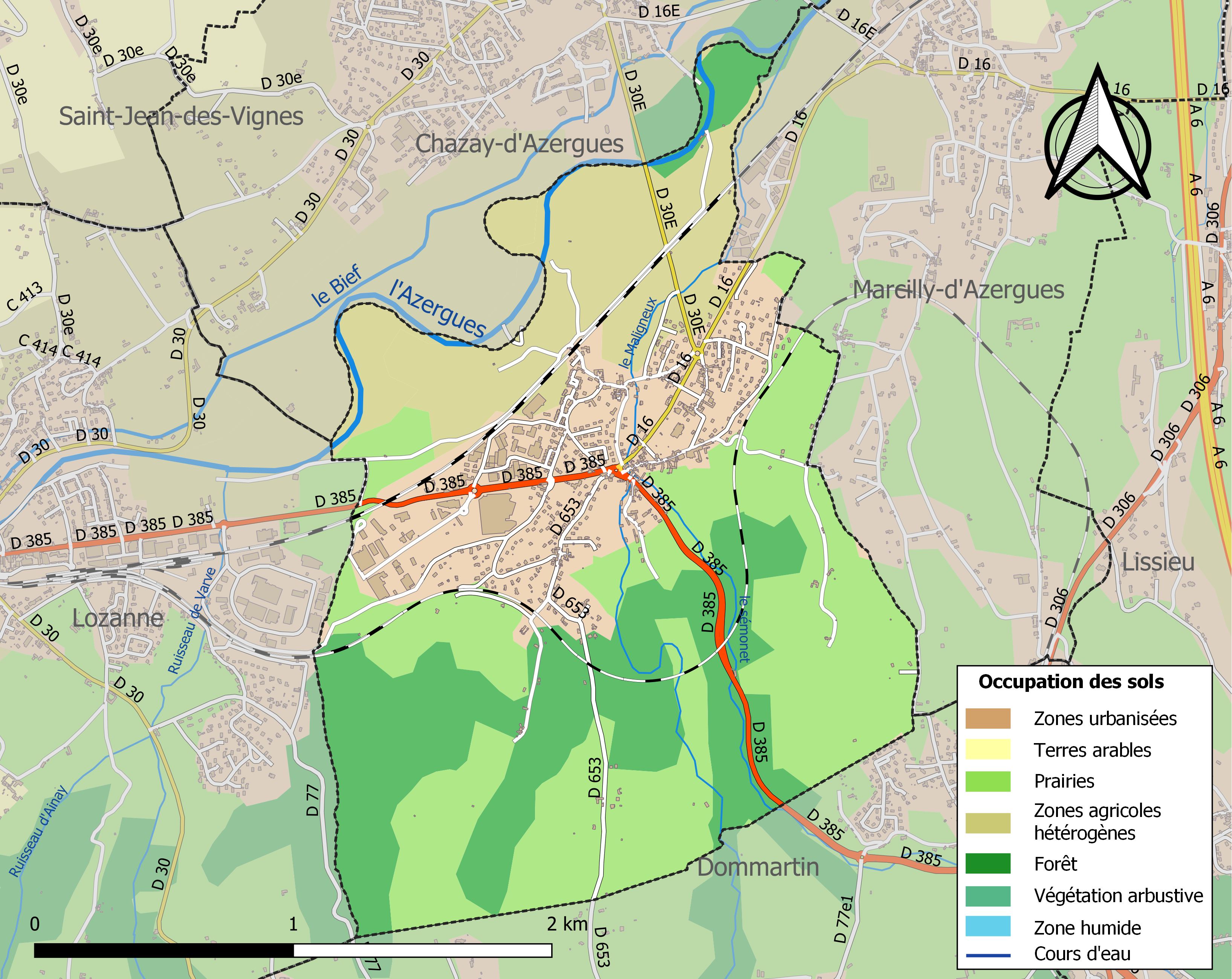
Kaart van de gemeente met de belangrijkste infrastructuur, bodemgebruik en omliggende gemeenten

## Demografie
Onderstaande figuur toont het verloop van het inwonertal (bron: INSEE-tellingen).